# Ilisha africana
Ilisha africana es una especie de pez del género Ilisha, familia Pristigasteridae, orden Clupeiformes. Fue descrita científicamente por Bloch en 1795.
Es una especie inofensiva para el ser humano y posee un gran valor comercial. Se alimenta de pequeños animales planctónicos, pequeños pescados y crustáceos.

## Descripción
La longitud estándar es de 30 centímetros. Puede alcanzar un peso máximo de 144 gramos.

## Distribución y hábitat
Se distribuye por África: en las costas atlánticas desde el norte de Senegal hacia Angola. Habita en lagunas, estuarios y zonas costeras donde puede alcanzar los 35 metros de profundidad.